# Lukácsházi Győző
Lukácsházi Győző (Budapest, 1953. szeptember 6. – 2022. július 26.) tubaművész, zenei ismeretterjesztő, műsorvezető. 

## Tanulmányai
Zenei elkötelezettségét Dunaújvárosban szerezte, ahol a Kodály Zoltán által rendszeresen látogatott Móricz Zsigmond Zenei Általános Iskolába járt. Előbb csellózni, később tubázni tanult. A két hangszert párhuzamosan vitte középiskolás korában, melynek helyszíne a győri Liszt Ferenc Zeneművészeti Szakközépiskola volt. A Zeneakadémiára tubával került, ahol 1978-ban szerzett tuba-kamaraművész és tanári diplomát.

## Munkássága
Játszott a Magyar Állami Operaház zenekarában, tagja volt a Vám- és Pénzügyőrség Zenekarának, majd 1984-ben a Budapest Ragtime Band vezetője lett. Ezt követően a Magyar Rádió szerkesztőjeként dolgozott, ahol később a Könnyűzenei Produkciós Szerkesztőség vezetője lett. Rádiós szerkesztő és műsorvezető, korábbi munkái között találjuk a Verkli és a Világzene magazin című műsorokat, a Bartók Rádióban vezette a Muzsikáló Reggelt, majd elindult a Tóbiás matiné, valamint a Partitúra című, gyerekeknek szóló játékos ismeretterjesztő sorozata. 1997-ben zenei vezetője lett a budai IBS Színpadnak, ahol útjára indította Bonbon Matiné sorozatát, melynek előadásain rendszeresen fellépett műsorvezetőként, mesélőként itthon és Erdélyben egyaránt.
Fellépett az ország szimfonikus zenekaraival, ahol Balogh Sándorral és Dobszay-Meskó Ilonával közösen írott gyerekdarabjai kerültek színre. Ezek egy részét lemezen is kiadták: Tuba Tóbiás (2003), Erdei vigasságok (2011), Jancsi és Juliska (2013), Ludas Matyi (2017), Fehérlófia (2018). 2013–2018 között a Szegedi Szimfonikus Zenekar igazgatója volt.

## Bonbon matiné
A Bonbon matiné egy független kulturális műsorsorozat, mely 1998 óta évadonként átlagosan 130 előadást tart, így nézőszáma a 35-40 ezer főt is meghaladja. Mindezt úgy éri el, hogy semmilyen normatív támogatásban nem részesül. Ennek ellenére az egyik legsikeresebb, gyermekeknek szóló, országos terjesztésű előadás-sorozat a kulturális kínálatban. Repertoárja folyamatosan gazdagodik, műsorai megtalálhatók Budapesten és vidéken egyaránt. A Bonbon matiné alapvető célja a kortárs és klasszikus kultúra megismertetése és megkedveltetése a gyerekekkel, elsősorban zenei produkciókon keresztül.

## Díjai
Munkáját itthon három rádiós nívódíjjal (1995, 1998, 2000) és egy eMeRTon-díjjal (1989) ismerték el. Monte-Carlóból, Sanghajból, Brnóból és Olaszországból nemzetközi műsorversenyek díjait kapta (1994, 1995), amelyeknek szerkesztője volt. Kétszer kapott Artisjus-díjat (2011, 2018), valamint Bánffy Miklós-díjat (2017).